# الكداف (حبيش)

تعديل مصدري - تعديل

الكداف هي إحدى قرى عزلة الناحية بمديرية حبيش التابعة لمحافظة إب، بلغ تعداد سكانها 140 نسمة حسب تعداد اليمن لعام 2004.